# Luís Gama
Luís Gonzaga Pinto da Gama (Salvador, 21 giugno 1830 – San Paolo, 24 agosto 1882) è stato un avvocato, giornalista, scrittore, oratore, abolizionista e "rábula" (avvocato autodidatta) brasiliano, patrono dell'abolizione della schiavitù in Brasile.

## Biografia
Nato da madre nera libera e padre bianco, fu comunque reso schiavo all'età di 10 anni e rimase analfabeta fino all'età di 17. Conquistò giudizialmente la propria libertà e iniziò a lavorare come avvocato per conto dei prigionieri, e all'età di 29 anni era già un autore affermato e considerato "il più grande abolizionista del Brasile".
Sebbene considerato uno degli esponenti del romanticismo, opere come "Apresentação da Poesia Brasileira" di Manuel Bandeira non menzionano nemmeno il suo nome. Ebbe una vita così unica che è difficile trovare, tra i suoi biografi, qualcuno che non si appassioni quando lo ritrae, essendo anche lui carico di passione, emotivo e tuttavia accattivante. Nonostante ciò lo storico Boris Fausto dichiarò di possedere una "biografia da telenovela".
Era uno dei rari intellettuali neri nel Brasile del XIX secolo dei proprietari di schiavi, l'unico autodidatta e l'unico ad aver vissuto l'esperienza della schiavitù. Trascorse la sua vita combattendo per l'abolizione della schiavitù e per la fine della monarchia in Brasile, ma morì sei anni prima che questo si avverasse. Nel 2018 il suo nome è stato iscritto nel "Libro d'acciaio" degli eroi nazionali depositato nel Pantheon Tancredo Neves della Patria e della Libertà.

## Panorama dell'epoca
San Paolo, dove Gama visse per quarantadue anni era, a metà del XIX secolo, ancora un piccolo capoluogo di provincia che, con la domanda di produzione di caffè dal 1870 in poi, vide il prezzo degli schiavi raggiungere un livello tale da rendere il loro possesso quasi proibitivo. Fino a quel periodo, tuttavia, era abbastanza comune la proprietà degli "schiavi in affitto", dal cui lavoro i loro proprietari traevano la loro fonte di sostentamento, accanto ai cosiddetti "schiavi domestici".
Aveva una popolazione dieci volte inferiore a quella di Rio de Janeiro e una presenza molto forte di cultura giuridica perché, dal 1828, vi era stata istituita una delle uniche due scuole di diritto del paese, il Largo de São Francisco Escola de Direito, che accoglieva studenti da tutto il paese, provenienti da tutti gli strati sociali, oltre ai figli dell'oligarchia rurale e i membri dell'élite intellettuale che si andava formando all'epoca (Gama la definì, poi, una "Arca di Noè in piccolo").

## Infanzia e schiavitù
Luís Gama era nato in via Bângala Nº2 nel centro della città di Salvador, Bahia. Anche se si hanno poche informazioni sulla sua infanzia, si sa che era figlio di Luísa Mahin, una ex-schiava africana liberata, e di un fidalgo che viveva a Bahia. Quando aveva sette anni, sua madre si recò a Rio de Janeiro per partecipare alla rivolta della Sabinada e non si incontrarono mai più. Nel 1840 suo padre finì per indebitarsi con il gioco d'azzardo e così ricorse alla vendita del figlio come schiavo per pagare i suoi debiti. Non ci sono prove che suo padre lo abbia cercato in seguito. Da adulto, Gama capì che quando fu venduto era stato vittima del reato di "Riduzione in schiavitù di una persona libera, che è in possesso della sua libertà", previsto dal Codigo Criminal do Imperio do Brazil, sancito poco dopo la sua nascita. Inoltre, poiché le rivolte avvenute a Bahia avevano portato alla proibizione della vendita di schiavi da questa provincia ad altre regioni del Brasile, la vendita e il trasporto di Luís Gama a San Paolo fu considerata come contrabbando

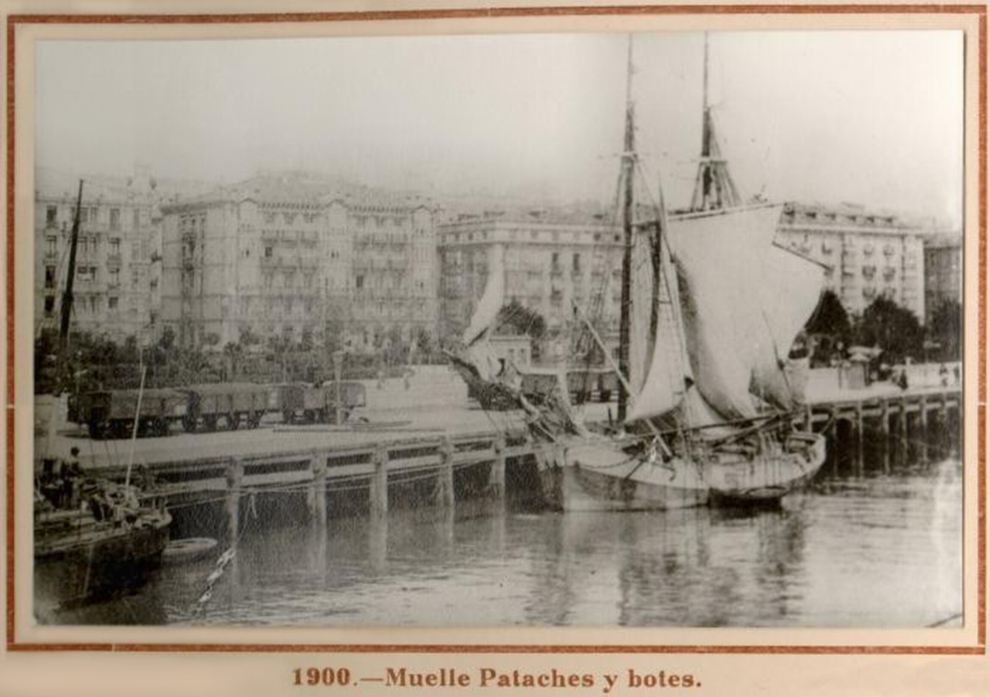
Un "patache", tipo di nave a vela in cui Luís Gama viaggiò come schiavo

In una lettera autobiografica che inviò nel 1880 a Lúcio de Mendonça, descrisse così la sua nascita e la prima infanzia:
Lígia Ferreira, una delle ricercatrici che più ha studiato la vita di Gama, fa notare che questa informazione non può essere verificata, sebbene sottolinei che il "sobrado" dove è nato esista ancora; non è stato possibile trovare la registrazione del suo battesimo e a ciò si aggiunge il fatto che l'omissione del nome di suo padre dal suo racconto mette in dubbio la sua reale identità.
Messo in vendita, venne rifiutato "poiché era bahiano". Dopo la rivolta di Malê, fu creato uno stigma secondo cui i prigionieri bahiani erano ribelli e avevano maggiori probabilità di fuggire. Fu portato a Rio de Janeiro, dove fu venduto ad Antonio Pereira Cardoso, un commerciante di schiavi che lo prese per essere rivenduto a San Paolo. Dal porto di Santos, Gama e gli altri schiavi furono portati a piedi per essere venduti a Jundiaí e a Campinas. Tutti i possibili acquirenti non vollero acquistarlo perché era di Bahia e Gama iniziò a lavorare come schiavo domestico nel lavaggio e nella stiratura di abiti, e poi divenne uno schiavo in affitto, lavorando come sarto e calzolaio nel comune di Lorena

## Libertà e età adulta
Nel 1847 Luís Gama ebbe contatti con uno studente di legge, Antônio Rodrigues do Prado Júnior, che soggiornava a casa del suo maestro e che gli insegnò l'alfabeto. L'anno successivo Gama era già istruito e aveva insegnato a leggere ai figli del guardiamarina, cosa che usò come argomento a favore della sua liberazione, che non ottenne Con questo fu in grado di dimostrare la sua libertà e si arruolò nell'esercito nel 1848. Non sono chiari, tuttavia, gli artifici utilizzati da Luis Gama per ottenere la libertà e si suggerisce che possa aver utilizzato la testimonianza di suo padre, la cui identità si premurò di mantenere oscura. C'è anche la teoria secondo la quale Gama sarebbe fuggito dalla tenuta e sostenne di essere libero perché sapeva leggere e scrivere, abilità che la maggior parte degli schiavi non possedeva. Fece parte della Guardia cittadina dal 1848 fino al 1854, quando fu imprigionato per 39 giorni a causa di "insubordinazione" dopo aver "minacciato un ufficiale insolente" che lo aveva insultato. Prima ancora, nel 1850, aveva sposato Claudina Fortunata Sampaio.

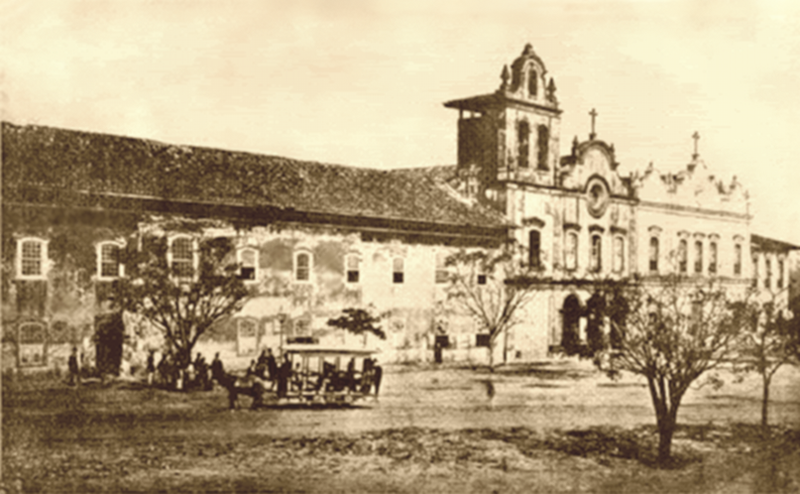
La Facoltà di Giurisprudenza Largo de São Francisco nel 1860

Mentre prestava servizio nell'esercito, fu scelto per lavorare come copista per le autorità ufficiali nel suo tempo libero, poiché aveva una buona calligrafia. Nel 1856 fu assunto come impiegato presso il dipartimento di polizia di San Paolo, nell'ufficio di Francisco Maria de Souza Furtado de Mendonça, consigliere e professore di diritto. Con la conoscenza di Francisco Mendonça, e avendo a disposizione la sua biblioteca, Luís Gama studiò ulteriormente il diritto fino a quando prese la decisione di laurearsi presso la Largo de São Francisco. Tuttavia, gli studenti della Facoltà furano contrari e impedirono a Luís Gama di iscriversi; così iniziò a studiare in autonomia, frequentando le lezioni come uditore, e divenne un "rábula", il nome dato all'individuo che aveva conoscenze giuridiche sufficienti per essere un avvocato, anche senza una laurea in giurisprudenza. Dopo aver difeso in alcuni casi degli schiavi, fu licenziato dal suo incarico presso il Segretariato di polizia, nel 1868, a causa delle pressioni dei conservatori che erano insoddisfatti delle libertà conquistate dai rábula. Gama definì il suo licenziamento "per il bene del servizio pubblico" come conseguenza del lavoro che aveva svolto per liberare gli schiavi che si trovavano in situazioni illegali, oltre a denunciare gli abusi del sistema:

## Letteratura

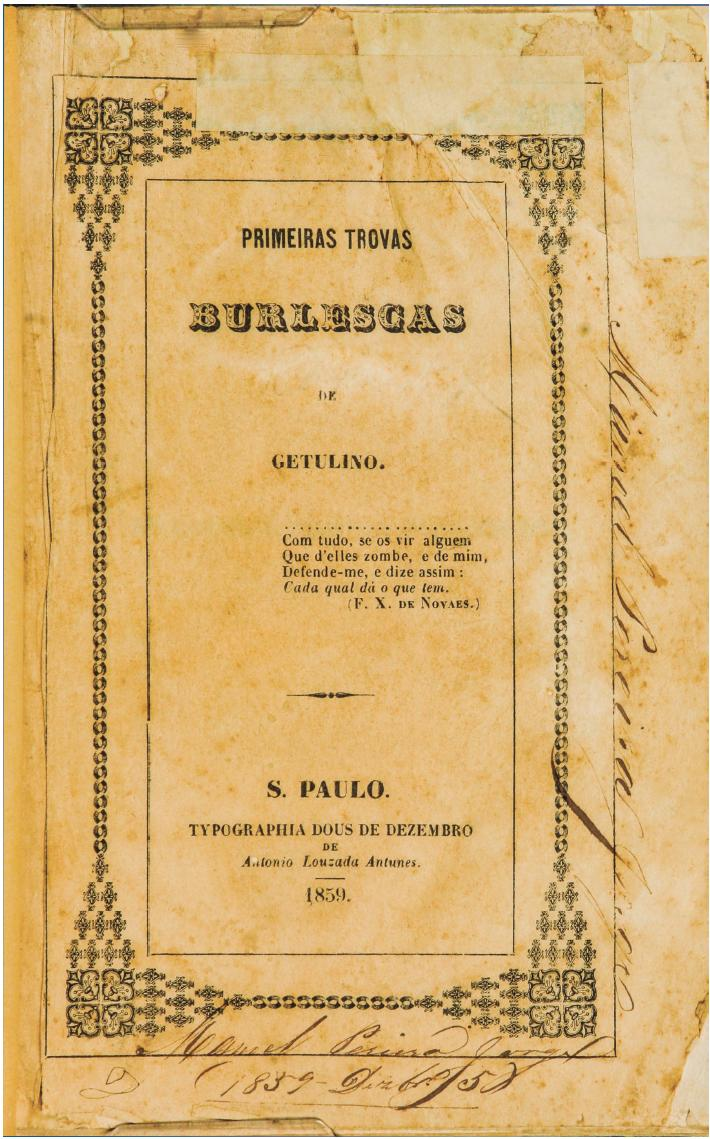
Copertina della prima edizione delle Primeiras Trovas Burlescas, pubblicata nel 1859

Gama era un lettore della Vida de Jesus del filosofo francese Ernest Renan, originariamente pubblicata nel 1863 e presto tradotta in Brasile, essendo uno dei primi a farvi riferimento nel paese. La sua unica opera, originariamente pubblicata in due edizioni (1859 e 1861), Primeiras Trovas Burlescas, lo collocò nel pantheon letterario del Brasile solo dodici anni dopo aver imparato a leggere. Questo libro, dedicato a Salvador Furtado de Mendonça, un magistrato che insegnò al Largo de San Francisco e che ivi gestiva anche la sua biblioteca (il che ci permette di dedurre che facilitava l'accesso di Gama alla sua collezione), contiene anche poesie del suo amico José Bonifácio il Giovane. La Primeiras Trovas Burlescas de Getulino (terza edizione) dell'opera uscì solo postuma, nel 1904.

### Poesia: l'"Orfeo dalla chioma riccia"
Richiamando la figura del poeta greco Orfeo e alludendo ai suoi capelli ricci, Gama fu chiamato "Orfeo dalla chioma riccia", e padroneggiava sia la poesia lirica che quella satirica.
La sua poetica è scritta in prima persona, senza nascondere la propria origine e senza mancare di proclamare la sua "neritudine"; allo stesso tempo, non manca di utilizzare le immagini tradizionali del suo tempo, come le evocazioni mitologiche (come Orfeo, Cupido, ecc.) o i poeti del passato (come Lamartine e Camões, ad esempio).
Tuttavia, Gama riporta queste immagini alla sua condizione: la musa è della Guinea, Orfeo ha la "chioma riccia". Nel ritrarre la società bianca, usa immagini fortemente satiriche:

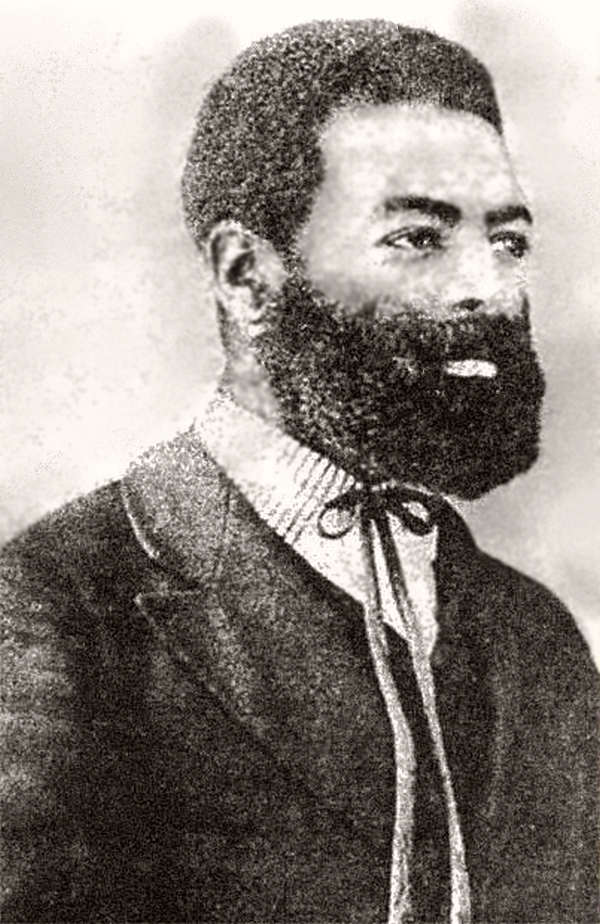
Gama nel 1860 circa

Costruisce, dagli elementi della cultura bianca, l'antitesi alla cultura e alla civiltà dei neri, riempiendoli di elementi di poesia tradizionale; così contrappone la "musa della Guinea" alle muse greco-romane, il granito scuro al marmo bianco, la marimba e il cabaço alla lira e al flauto.
Nei suoi versi traccia un'immagine di sé che è lontana dalla figura del "povero miserabile" o sofferente che figura nei neri dipinti da poeti bianchi contemporanei come Castro Alves. Gama si colpisce con la stessa feroce critica con cui attacca il sistema, sminuendo il proprio valore di fronte agli standard culturali prevalenti, che implicitamente accetta.
Ironizza persino sulla situazione dell'uomo di colore, tagliato fuori dalla ricchezza, dalle scienze e dalle arti.

### Capra
"Capra" (Bode) era un termine usato ai tempi di Gama per fare riferimenti peggiorativi a persone di colore e pardi, più specificamente, "raduno di persone di razza mista" e il poeta stesso era il bersaglio di queste offese. Così, nel 1861, nel poema Quem sou eu? noto anche come Bodarrada, Gama usò il termine ironicamente per fare satira sulla società brasiliana, pur affermando l'uguaglianza umana indipendentemente dal colore della pelle.

## Attivismo abolizionista

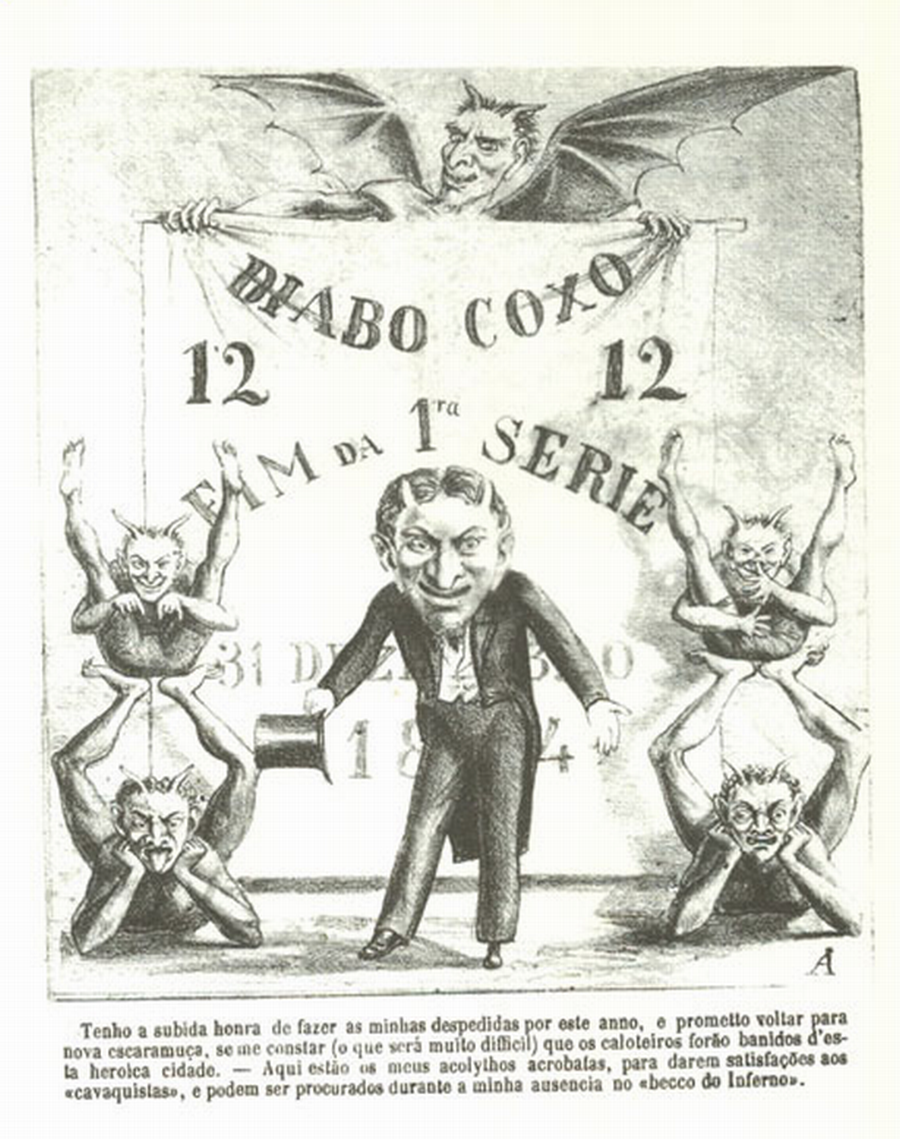
Il giornale Diabo Coxo (dicembre 1864), fondato da Gama e Agostini

### Giornalismo e Massoneria
Parte dell'attivismo abolizionista di Luís Gama risiedeva nella sua attività sulla stampa. Iniziò la sua carriera giornalistica a San Paolo, insieme al fumettista Angelo Agostini; entrambi fondarono, nel 1864, il primo giornale umoristico illustrato di quella città, chiamato Diabo Coxo (Diavolo zoppo), che venne pubblicato dall'ottobre 1864 al novembre 1865. Prima però era stato apprendista tipografo presso O Ipiranga e aveva lavorato nella redazione di Radical Paulistano. La sua attività come giornalista e avvocato, già nel 1869, lo aveva reso una delle figure più influenti e popolari della città di San Paolo. Nonostante ciò, Gama non divenne un uomo ricco e dava quel poco di denaro che aveva ai bisognosi che si rivolgevano a lui. Luís Gama è stato l'unico abolizionista nero in Brasile ad aver sperimentato la schiavitù.
Gama scrisse anche articoli per altri giornali, in cui parlava di questioni socio-razziali del Brasile imperiale. In un articolo intitolato Foro de Belém de Jundiaí, pubblicato su Radical Paulistano, denunciò la decisione di un giudice che, dopo la morte di un padrone di schiavi, aveva concesso l'asta di un ex-schiavo che era stato liberato dal figlio erede. Le sue azioni giornalistiche e legali gli procurarono molti nemici e l'autore Julio Emílio Braz afferma addirittura che Dioguinho fu assunto per assassinarlo quando Gama si stava avvicinando alla fine della sua vita, ma in una lettera scritta a suo figlio, il 23 settembre 1870, chiarisce che da tempo subiva minacce contro la sua vita.
Nel 1866, sempre con Agostini, ora affiancato da Américo Brasílio de Campos, fondò l'Hebdomadário Cabrião; tutti e tre appartenevano alla stessa loggia massonica e condividevano gli stessi ideali repubblicani e abolizionisti. La Loggia massonica America fu molto attiva nella causa abolizionista; era stata fondata da Luís Gama e Ruy Barbosa, mentre Joaquim Nabuco (che ometteva il suo retroterra massonico) potrebbe anche esserne stato uno dei membri. Al momento della sua morte, Gama era il Venerabile Maestro dell'istituzione.
Uno dei suoi progetti all'interno della massoneria, nel giugno 1969 attraverso la Loggia America e insieme a Olímpio da Paixão, fu la creazione di una scuola gratuita per bambini e una scuola elementare serale per adulti in via 25 de Março. Lo storico Bruno Rodrigues de Lima ha anche trovato un manoscritto che presenta l'idea che Gama fosse stato responsabile della creazione di una biblioteca comunitaria con 5.000 titoli, cosa che è stata attribuita alla Loggia America, e i suoi manifesti pubblicati sul giornale "Democracia” dimostrano il suo impegno per un progetto di scuola pubblica e laica almeno 30 anni prima dei primi dibattiti su questo tema.

### Lo "stile Gama" della pratica giudiziaria

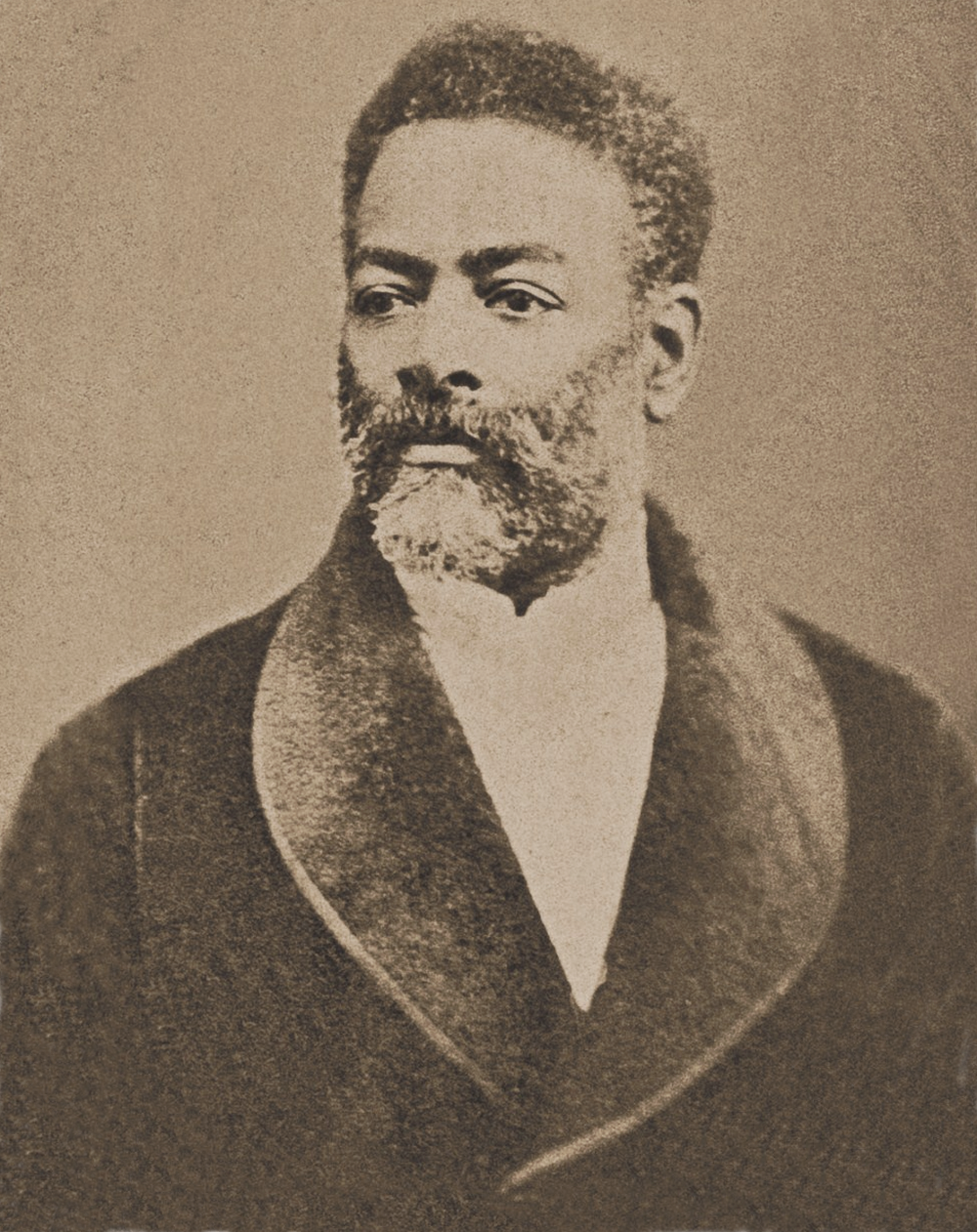
Gama in età matura

Nel 1831 fu approvata una legge che proibiva l'importazione di schiavi in Brasile, liberando ogni persona importata non appena fosse arrivata nel paese. Chiamata la Legge Feijó, divenne più conosciuta come Legge degli inglesi, perché era una legge approvata per placare la pressione britannica per l'abolizione della schiavitù in Brasile, senza porre fine all'importazione di schiavi. Sebbene non fosse una legge applicata dai commercianti di schiavi, era lo strumento legale che Gama usava per ottenere la liberazione degli schiavi. Il cosiddetto "stile Gama" consisteva nel dimostrare attraverso procedimenti legali che i neri schiavizzati da lui difesi erano stati portati illegalmente in Brasile, cioè dopo la promulgazione della Legge Feijó nel 1831, e dovevano quindi essere liberati.
Con la promulgazione della Lei do Ventre Livre (letteralmente: "legge del grembo libero") nel 1871, Gama riuscì a ottenere la liberazione di un maggior numero di schiavi. In uno degli articoli della legge era stabilito il requisito della registrazione di ogni schiavo posseduto da un padrone. Se lo schiavo non aveva una registrazione, poteva essere usato come argomento per la sua alforria, come fece Gama. Inoltre l'articolo 4 della legge formalizzava l'acquisto della carta di manomissione dello schiavo da parte dello schiavo stesso o di altri, cosa che permise agli abolizionisti di spacciarsi per valutatori di schiavi e di abbassare il prezzo di acquisto, consentendo a Gama e ad altri abolizionisti di acquistare più libertà a prezzi inferiori
Sebbene abbia agito principalmente in difesa dei neri accusati di crimini, di coloro che erano fuggiti o per cercare le loro libertà legali, non rifiutò di assistere gratuitamente i poveri di qualsiasi etnia e ci furono casi in cui difese gli immigrati europei feriti dai brasiliani. Gama aiutava anche gli schiavi appena liberati a trovare un lavoro.
Nella sua lettera autobiografica a Lúcio de Mendonça, stimava di aver già liberato più di 500 schiavi dalla prigionia e in un caso giudiziario del 1869, noto come "Questione Netto", assicurò la libertà a 217 schiavi, in un atto considerato come "la più grande azione collettiva conosciuta per liberare gli schiavi nelle Americhe", secondo la BBC.
Durante il processo, Gama pronunciò una frase divenuta famosa: Lo schiavo che uccide il padrone, in qualunque circostanza, uccide sempre per legittima difesa. Ciò provocò una tale reazione dei presenti che, sconcertato, il giudice fu costretto a sospendere la sessione. La storica Ligia Fonseca Ferreira afferma che questa frase è effettivamente apparsa nella biografia di Luís Gama scritta da Lúcio de Mendonça e pubblicata nell'Almanaque Literário de São Paulo, spiegando che "Questa frase non è di Luiz Gama, è di questo amico bianco che ha scritto su di lui". Un articolo dell'Estado de São Paulo dice anche che Gama non scrisse mai esattamente queste parole, e lo storico Bruno Rodrigues de Lima afferma che questo concetto riappare più volte nella sua opera. In un esempio, nella Lettera a Ferreira de Menezes del 18 dicembre 1880, quando difendeva quattro schiavi, considerati "quattro Spartacus", che avevano assassinato il figlio del loro padrone Valeriano José do Vale ed erano stati linciati da 300 persone mentre erano all'interno della prigione con "...il coltello, il bastone, la zappa, l'ascia...", Gama disse:
(Luiz Gama)
Una frase equivalente fu pubblicata il 19 agosto 1882 come sottotitolo dell'articolo "Agli schiavisti", scritto da Raul Pompeia sul quotidiano del Centro Abolizionista "ÇA IRA": "Di fronte alla legge, il delitto di omicidio perpetrato dallo schiavo nella persona del padrone è giustificabile".

#### Visioni etniche
Luís Gama era contro i discendenti degli africani che si comportavano da bianchi o addirittura diventavano crudeli schiavisti e pensava che fosse divertente vedere schiavisti di origine multietnica che cercavano di spacciarsi per bianchi. Di suo padre disse: "Mio padre, non oso affermare che fosse bianco, perché tali affermazioni, in questo paese, costituiscono un grave pericolo davanti alla verità". Il colonnello Teodoro Xavier odiava Luís Gama per avergli fatto perdere uno schiavo e così lo chiamò "Capro", cercando di insultarlo. Un giorno l'avvocato replicò: "Non sono una capra, sono nero. Il mio colore non lo nega. Una capra è vostro onore che intende camuffare, con questo colore chiaro, il mulatto che c'è sotto".

### Attività politica
Nella sua attività politica Gama fu affiliato al Partito Liberale e prima del Republican Manifesto aveva già esposto le sue idee nell'articolo "Il Brasile americano e le terre del Cruzeiro senza re né schiavi", pubblicato il 2 dicembre 1869. Successivamente fece parte del gruppo che per la prima volta tentò di fondare un partito repubblicano e il 2 luglio 1873 partecipò al Primo Congresso Repubblicano, già parte del Partito Repubblicano Paulista, dove trovò che il partito e i suoi membri, molti proprietari di schiavi, non si curavano né si interessavano all'agenda abolizionista. Poiché riteneva che l'abolizione dovesse essere immediata e senza compenso per gli schiavisti, lasciò il partito e iniziò a criticarlo sui media; queste critiche si estendevano anche ai giornali che si dichiaravano favorevoli alla causa abolizionista, ma pubblicavano pubblicità sulla cattura di schiavi.

## Morte e sepoltura
Lo scrittore Raul Pompeia si era già accorto che la salute di Gama non era buona; tre giorni prima che morisse aveva osservato che Gama non scendeva più senza appoggiarsi le scale del suo ufficio, ricorrendo all'aiuto dei suoi amici Pedro, Brasil Silvado, o di se stesso, Raul
Gama aveva il diabete. La mattina del 24 agosto 1882 perse la parola e, nonostante l'intervento di più di 20 medici, questa fu la causa mortis che lo colpì quel pomeriggio, certificata dal medico Jaime Perna.
Morto il grande abolizionista e liberatore di schiavi, Raul Pompeia manifestò la sua incredulità e, registrando ogni momento del funerale, si recò subito a casa dell'amico, dove verificò che c'era già molta gente: davanti alla casa, gli uomini gridavano "codardi" e le donne singhiozzavano. Il suo corpo era stato deposto in una bara nel soggiorno e uno scultore modellò il suo volto in gesso. La bara partì il giorno dopo alle tre del pomeriggio. Poco prima che la bara fosse chiusa, la vedova lanciò un grido di dolore. Il cimitero era dall'altra parte del paese ed era stata preparata una carrozza funebre per accompagnarlo, ma la folla che era accorsa non lo lasciava andare: "Amico di tutti", come era noto, doveva essere "portato da tutti". I commercianti avevano chiuso i battenti e fiori erano stati gettati sulla bara.
Apparve la bara, portata dagli amici del defunto: il giornalista e membro del Centro Abolicionista, Gaspar da Silva, il dr. Antônio Carlos, il dr. Pinto Ferraz, il Conselheiro Duarte de Azevedo, tra gli altri. Davanti alla bara c'era una folla enorme, come quella stretta a fianco, che si disputava l'onore di portare il feretro. Dietro, un gran numero di carrozze e, tra queste, la carrozza funebre vuota. Alle quattro e cinque minuti il corteo giunse a Brás, dove l'aspettava una banda che lo accompagnò, suonando accordi tristi. A Ladeira do Carmo la Confraternita di Nossa Senhora dos Remédios si unì alla processione. Giunti in città, i negozi chiudevano i battenti e le bandiere sventolavano a mezz'asta, mentre la gente affollava le strade dove doveva passare il corteo funebre. Alle finestre, le famiglie si stringevano a guardare: lungo tutto il percorso, molti piangevano per la perdita.
Il professor Otávio Torres registrò che Luís Gama era morto "glorificato da San Paolo". Antônio Loureiro de Sousa, nel 1949, scrisse: "Il suo funerale fu uno spettacolo senza precedenti: fu il più grande mai riportato in quei giorni. La folla che seguiva il corteo funebre, con silenzio e ammirazione, è stata costretta a fermarsi per i numerosi discorsi che hanno interrotto il corteo". Più di recente, nel 2013, lo scrittore di articoli, Zeca Borges, ha dichiarato che "la sua sepoltura è stata l'evento più emozionante nella storia della città di San Paolo".
C'erano persone di tutte le classi e tutti in lizza per la possibilità di portare la bara. A un certo punto, lo schiavo Martinho Prado Júnior la portava da un lato e dall'altro c'era un altezzoso, "povero, cencioso, nero scalzo". Era già sera quando il corteo giunse finalmente al luogo sacro della Consolação e la folla tenne duro. Dopo una breve sosta per un sermone di un sacerdote nella cappella, dove erano state deposte le centinaia di corone di fiori, la bara fu finalmente portata alla tomba, dove la folla era in attesa. Prima di calarla, però, qualcuno, il dottore Clímaco Barbosa o Antônio Bento, gridò a tutti di aspettare; dopo un breve discorso in cui ricordò l'importanza di Luís Gama, facendo piangere tutti, invitò i presenti a giurare di non far "morire l'idea per cui quel gigante aveva combattuto"; a ciò rispose un ruggito generale della folla che, mani tese alla bara, giurava.
La sua tomba fu acquistata lo stesso giorno della sepoltura a nome di sua moglie Claudina, come riportato nel Libro 2, fogli0 28, dell'Archivio Comunale; si trova sulla 2ª strada, tomba 17.

### Effetti dai discorsi
La morte di Gama e il discorso pronunciato sulla sua tomba segnarono la fine di questa prima fase del movimento abolizionista, marcatamente "legalista" (costituzione di fondi per l'acquisto dei prigionieri e la loro libertà, azioni legali per la liberazione) e l'inizio della fase di azioni efficaci per combattere gli schiavisti. Guidata da Clímaco Barbosa, la campagna si spostò sulle "vie de facto", dove le persone accoglievano gli schiavi fuggiaschi, nascondendoli nelle loro case fino a quando non venivano inviati al Quilombo do Jabaquara, a Santos, e incitavano alla fuga di massa dalle fattorie.
Una pietra miliare di questa azione fu l'invasione di Chácara Pari da parte dei membri del Club Abolizionista di Brás, al grido di "Viva gli abolizionisti, che muoiano gli schiavisti!"; personaggi come Barbosa, Antônio Bento, Feliciano Bicudo, tra gli altri notabili e anonimi, entrarono a far parte della lista degli indagati della polizia.
Nel 1879, riconoscendo che la sua malattia stava peggiorando, Luís Gama aveva iniziato a considerare metodi radicali e Antônio Bento, che aveva lasciato la sua posizione di giudice per dedicarsi alla lotta contro la schiavitù, fu di fondamentale importanza in questo settore e fu poi considerato "il fantasma dell'abolizione”. Antônio Bento ereditò la posizione di avvocato per il Club Abolizionista alla morte di Gama. Successivamente vennero il Partito Abolizionista e il movimento Caifazes guidato da Antônio Bento, che radicalizzò la campagna abolizionista in azioni come descritto nel primo paragrafo dell'argomento, che fece di Antônio Bento l'immediato continuatore dell'opera di Luís Gama.

## Omaggi e influenze

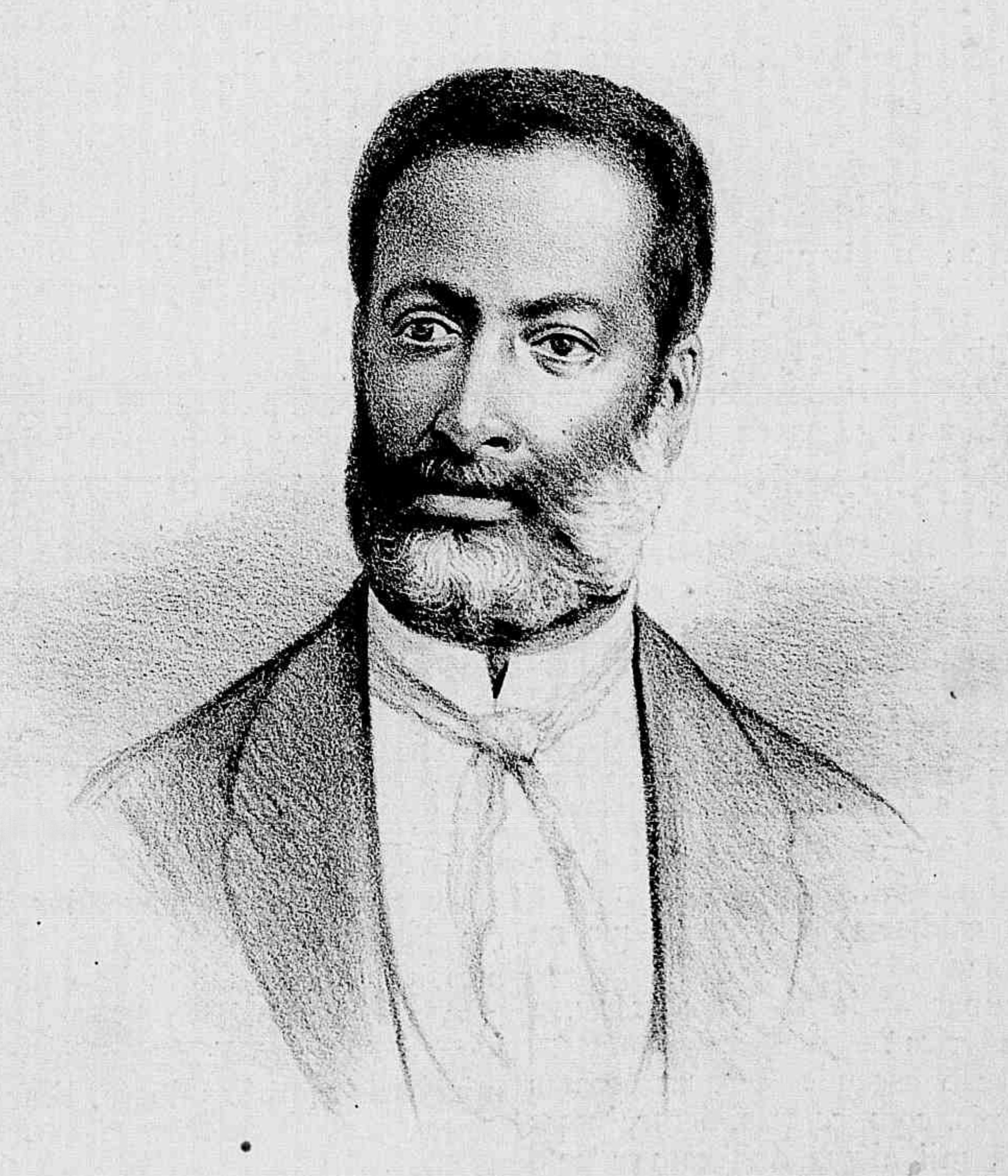
Disegno di Raul Pompeia, raffigurante Gama, in O Mequetrefe

Tra i suoi contemporanei Gama è stato destinatario di numerosi tributi. Raul Pompeia, nella Gazeta de Notícias del 10 settembre 1882, scrisse su di lui un articolo intitolato Última página da vida de um grande homem (Ultima pagina della vita di un grande uomo); lo stesso autore ne scrisse una caricatura, che fu pubblicata quello stesso anno sulla prima pagina del quotidiano di Rio de Janeiro, O Mequetrefe, in agosto (n. 284), e anche la novella incompiuta A Mão de Luís Gama (La mano di Luís Gama), originariamente pubblicata sulle pagine del Jornal do Commercio di San Paolo (1883), e il testo A Morte de Luíz Gama (La morte di Luíz Gama).
Alcuni anni dopo la sua morte, e in seguito all'abolizione della schiavitù, fu fondata la Loggia Luís Gama dal massone di San Paolo Góes e con la collaborazione dei fratelli delle Logge Trabalho e Ordem e Progresso, con l'iniziazione di 25 neri.
In suo onore, nel 1919, la Ferrovia Sorocabana  (attualmente FEPASA) intitolò una delle sue stazioni, oggi praticamente in rovina.
Tra il 1923 e il 1926, in quello che può essere considerato il "secondo periodo della stampa nera" nello stato di San Paolo, apparve nella città di Campinas il quotidiano Getulino; in questa città il razzismo era più forte che nella stessa capitale dello stato e la pubblicazione faceva parte del movimento per una maggiore partecipazione dei neri nella società; il suo titolo era "un tributo a Luís Gama che aveva come uno dei suoi pseudonimi Getulino" e la sua influenza sarebbe culminata nella creazione di O Clarim da Alvorada, un giornale nella capitale di San Paolo.
In Largo do Arouche, a San Paolo, c'è un busto eretto alla sua memoria, su commissione della comunità nera, in occasione del centenario dalla nascita.

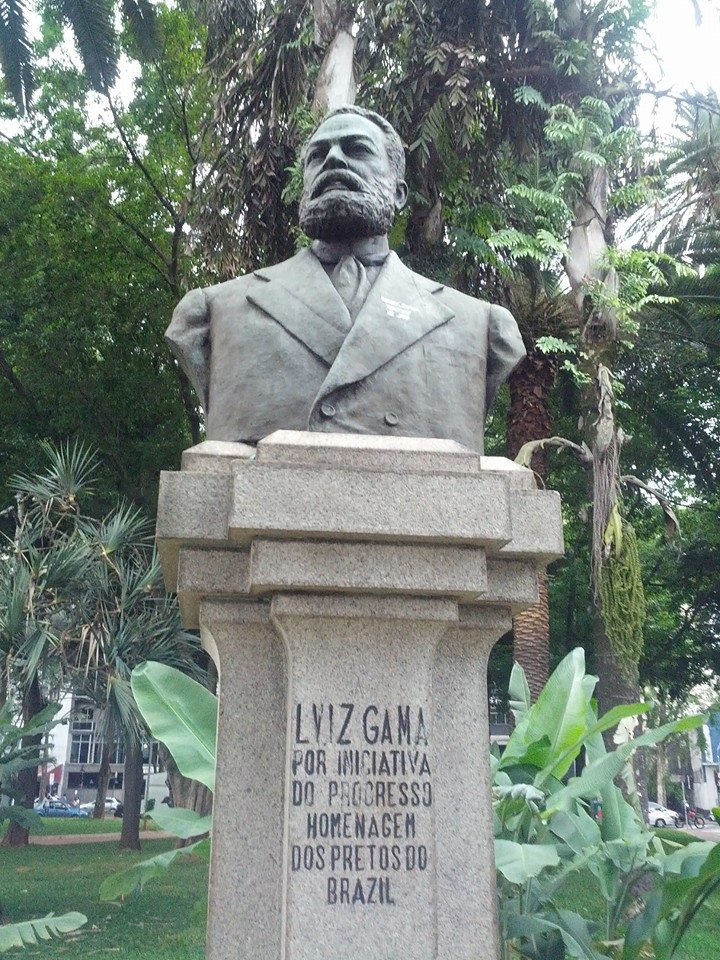
Busto di Gama, inaugurato nel 1931, a Largo do Arouche

Nel tempo ha influenzato diversi movimenti brasiliani neri, come il gruppo letterario Projeto Rhumor Negro di San Paolo, creato nel 1988, per il quale la lettera di Gama a Mendonça è "uno dei documenti storici più importanti del popolo brasiliano... Data la grandezza della vita di questo grande uomo, questa lettera, che attraversa il tempo, è indirizzata anche a tutti noi".
Nel 2014, sulla scia del successo del film 12 anni schiavo, la scrittrice Ana Maria Gonçalves, autrice dell'opera romanzata sulla vita di Gama Um Defeito de Cor (Un difetto di colore), ha preparato una sceneggiatura per un film, sottolineando che della schiavitù si parla molto poco rispetto ad altri fatti storici, come l'olocausto durante la seconda guerra mondiale Nel 2015 è stato avviato lo spettacolo teatrale "Luiz Gama — Uma voz pela liberdade" ("Luiz Gama - Una voce per la libertà"), con l'attore e sceneggiatore Deo Garcez come protagonista e l'attrice Nivia Helen come narratrice.
Nel 2017 la Facoltà di Giurisprudenza dell'Universidade de São Paulo, in Largo de São Francisco, gli intitolò una delle sue sale. Nel 2018 il suo nome è stato iscritto nel libro degli eroi nazionali depositato nel Pantheon della Patria e della Libertà di Tancredo Neves ed è stato riconosciuto come giornalista dall'Unione dei giornalisti di San Paolo.
Nel 2019 è stato annunciato che il regista Jefferson De avrebbe fatto un film sulla vita di Gama, con Fabrício Boliveira come personaggio in età adulta. Il film, allora in produzione, è stato temporaneamente intitolato Prisioneiro da Liberdade (Prigioniero della Libertà) ed ha avuto come protagonisti gli attori Caio Blat e Zezé Motta. Il nome del film è diventato Doutor Gama, con César Mello come personaggio principale, ed è stato proiettato nel 2021.
Sempre nel 2019, dopo aver vinto l'editto Fomento Cultural della città di San Paolo, è stato pubblicato il fumetto Província Negra, che ritrae un'avventura immaginaria basata sulla vita di Gama, che assume il ruolo del protagonista dell'avventura. La sceneggiatura è di Kaled Kanbour e i disegni di Kris Zullo.
Nel 2021 l'Università di San Paolo gli ha conferito postumo un dottorato Honoris Causa, il primo brasiliano nero a ricevere questo titolo dall'università.

### Titolo di "avvocato"
133 anni dopo la sua morte, il 3 novembre 2015, l'Ordine degli Avvocati del Brasile, Sezione di San Paolo, gli ha conferito il titolo di "avvocato", poiché non era laureato e agì come "provvisto" o abolizionista. La cerimonia di tributo, intitolata "Luiz Gama: idee ed eredità del leader abolizionista", ha previsto due giorni di eventi presso la Mackenzie Presbyterian University, attraverso dibattiti e conferenze. Il tributo non ha precedenti nella storia dell'Ordine degli Avvocati del Brasile; secondo il suo presidente nazionale, Marcus Vinicius Furtado Coêlho, "È un tributo molto appropriato a qualcuno che ha combattuto così duramente per la libertà, l'uguaglianza e il rispetto".

### Immagine all'estero
Il sito Black Past, incentrato sulla storia globale dell'Africa, ha una pagina con la biografia del poeta.
Nel marzo 2020 si è svolto presso l'Università di Princeton il seminario "Schiavitù, libertà e diritto civile nei tribunali brasiliani (1860-1888): come l'avvocato nero Luiz Gama ha sviluppato una dottrina legale che ha liberato cinquecento schiavi".

## Opera completa
Lo storico Bruno Rodrigues de Lima, dell'Istituto Max Planck, ha passato nove anni tra archivi e anagrafi alla ricerca delle opere complete di Luís Gama, in un progetto per la pubblicazione di dieci volumi e circa 5.000 pagine in portoghese intitolato Obras Completas [Opere complete (di Luiz Gama)], a fianco dell'editore Hedra. Il progetto sarà completamente pubblicato entro il 2022.
Bruno Rodrigues ha cercato di creare la cronologia di Luís Gama a partire da quando pubblicò il suo primo testo all'età di 19 anni e tra i suoi risultati di ricerca c'è il fatto che era già riconosciuto come avvocato ai suoi tempi, non un "rábula", e che questa denominazione potrebbe essere stata creata per sminuirlo
- (PT) Luiz Gama, Democracia, a cura di Bruno Rodrigues de Lima, collana Obras Completas, vol. 4, 1ª ed., Hedra, 2021,  p. 500, ISBN 9786589705123.
- (PT) Luiz Gama, Liberdade, a cura di Bruno Rodrigues de Lima, collana Obras Completas, vol. 8, 1ª ed., Hedra, 2021,  p. 446, ISBN 9786589705161.

### Articoli scientifici
- (PT) Roberto de Oliveira Brandão, A Poesia Satírica de Luís Gama (PDF), in Boletim bibliográfico - Biblioteca Mario de Andrade, vol. 49, n. 1/4,  p. 8. URL consultato il 27 novembre 2013 (archiviato dall'url originale il 4 febbraio 2014).
- (EN) César Braga-Pinto, The Honor of the Abolitionist and the Shamefulness of Slavery: Raul Pompeia, Luís Gama and Joaquim Nabuco, in Luso-Brazilian Review, vol. 51, n. 2, 2014,  pp. 170-199, DOI:10.1353/lbr.2014.0022, JSTOR 43905328.
- (PT) Ricardo Alexandre Cruz, A trajetória social e educacional do abolicionista Luís Gama: notas e anotações para a História da Educação brasileira., in Travessias Revista, vol. 8, n. 2, 2014.
- (EN) James H Kennedy, Luiz Gama: Pioneer of Abolition in Brazil, in The Journal of Negro History, vol. 59, n. 3, 1974,  pp. 255-267, JSTOR 2716766.
- (PT) Lígia Fonseca Ferreira, Luiz Gama autor, leitor, editor: revisitando as Primeiras Trovas Burlescas de 1859 e 1861, in Estudos Avançados, vol. 33, n. 96, 2019,  pp. 109-136, DOI:10.1590/s0103-4014.2019.3396.0008.
- (PT) Ligia Fonseca Ferreira, Luiz Gama: um abolicionista leitor de Renan, in Estud. Av., vol. 21, n. 60, 2007,  pp. 271-288, DOI:10.1590/S0103-40142007000200021.
- (PT) Ligia Fonseca Ferreira, Luiz Gama por Luiz Gama: carta a Lúcio de Mendonça (PDF), in Teresa. Revista de Literatura Brasileira da USP, n. 8/9,  pp. 300-321. URL consultato il 24 novembre 2013 (archiviato dall'url originale il 4 febbraio 2014).
- (PT) Heitor Martins, Luis Gama e a consciência negra na literatura brasileira, in Afro‑Ásia, n. 17, 1996, DOI:10.9771/aa.v0i17.20858. URL consultato il 1º giugno 2021.
- (PT) Sílvio Roberto dos Santos Oliveira, Luiz Gama, o poeta invísivel, in Sínteses, vol. 10, 2005. URL consultato il 1º giugno 2021.
- (PT) Jair Cardoso dos Santos, Um olhar sobre a pedagogia de Luiz Gama: representações do negro no universo pré-adolescente (PDF), 2014,  p. 12 (archiviato dall'url originale il 30 agosto 2021).

### Libri
- (PT) Angela Alonso, Flores, votos e balas: O movimento abolicionista brasileiro (1868-88), Rio de Janeiro, Companhia das Letras, 2015.
- (PT) Elciene Azevedo, Orfeu de Carapinha: A trajetória de Luiz Gama na imperial cidade de São Paulo, São Paulo, Editora da Unicamp, 1999.
- (PT) Mouzar Benedito, Luiz Gama - o libertador de escravos e sua mãe libertária, Luíza Mahin (PDF), 2ª ed., São Paulo, Expressão Popular, 2011,  p. 80, ISBN 978-85-7743-004-8. URL consultato il 16 novembre 2021 (archiviato dall'url originale il 27 agosto 2021).
- (PT) Nelson Câmara, Advogado Dos Escravos, São Paulo, Lettera doc, 2010.
- (PT) Luís Gama e Lígia Ferreira, Primeiras trovas burlescas e outros poemas, São Paulo, Martins Fontes, 2000.
- Jay. Kinsbruner e Erick Detlef. Langer, Encyclopedia of Latin American history and culture, 2ª ed., Detroit, Gale, 2008, ISBN 9780684312705, OCLC 191318189.
- (PT) Sud Menucci, O Precursor do Abolicionismo no Brasil: Luís Gama (PDF), São Paulo, Companhia Editora Nacional, 1938.
- (PT) Luiz Carlos Santos, Luiz Gama, Selo Negro Edições, 2014.
- (PT) J. Romão Silva, Luís da Gama e suas Poesias Satíricas, Rio de Janeiro, Casa do Estudante do Brasil, 1954.

### Letture di approfondimento
- Encyclopedia of African-American culture and history : the Black experience in the Americas, Palmer, Colin A., 1944-, 2ndª ed., Detroit, Macmillan Reference USA, 2006, ISBN 0028658213, OCLC 60323165. - Used in the article body on oldid=1039809695
- Encyclopedia of emancipation and abolition in the Transatlantic world, Rodriguez, Junius P.,, Ackerson, Wayne, London [England], 26 marzo 2015, ISBN 978-1317471790, OCLC 908062295. - Used in the article body on oldid=1039809695
- Luiz Gama and the racial satire as the transgression poetry: diasporic poetry as counter-narrative to the idea of race, dicembre 2015, DOI:10.1590/2236-463320151108, ISSN 2236-4633 (WC · ACNP). - Used in the article body on oldid=1039809695